# Baptisme de Jesús
|  | Aquest article tracta sobre l'episodi de la vida de Crist. Si cerqueu les obres sorgides de la representació d'aquest passatge bíblic, vegeu «Baptisme de Crist». |

El Baptisme de Jesús és un episodi en la vida de Jesús de Natzaret dins de la història sagrada del cristianisme explicat en el Nou Testament.
| «            | «Per aquells dies, Jesús vingué des de Natzaret de Galilea i fou batejat per Joan en el Jordà» | » |
| — (Marc 1,9) |                                                                                                |   |

Malgrat el diàleg previ al baptisme entre Joan i Jesús, que es troba en l'Evangeli segons Mateu i que pertany a la tradició cristiana, Jesús fou batejat per Joan sense que aquest el conegués. Així ho testimonia l'Evangeli segons Joan amb aquestes paraules del Baptista «Jo no el coneixia» referint-se a Jesús.
Joan procedeix a la cerimònia i l'Esperit Sant baixa del cel en forma de colom.
| «            | «i es va sentir una veu del cel que deia: Aquest és el meu fill, l'estimat, en qui tinc posada la meva complaença» | » |
| — Mateu 3,17 | |   |

La tendència cristiana de dogma trinitari, ha volgut veure en aquesta escena el simbolisme del misteri de la Trinitat. Es considerà com una manifestació o epifania o teofania, la data de la commemoració de la qual es fixà el 6 de gener, data que coincideix amb la celebració dels Reis Mags.